# Abila (Dekapolis)

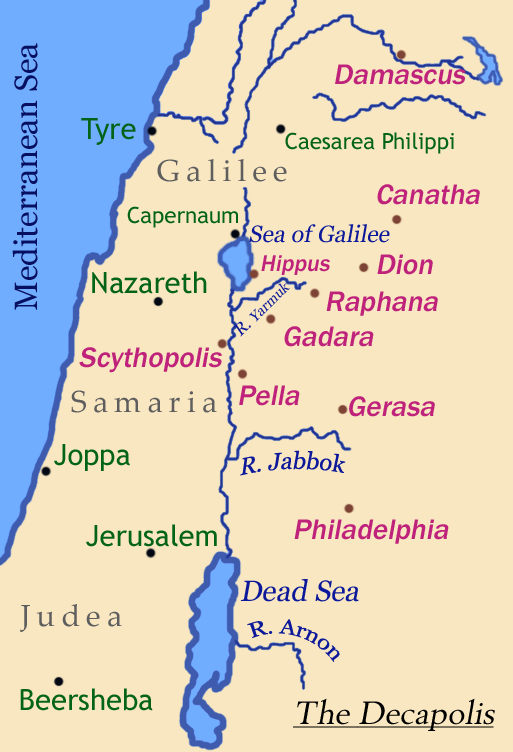
Karte der Dekapolis – Abila hier als Raphana

Abila (heute Quwailiba / قويلبة oder auch Quwailibeh genannt) war eine antike Stadt im heutigen Jordanien. Sie liegt 13,5 Kilometer nördlich von Irbid. Über eine Fläche von 1,5 Kilometer × 0,5 Kilometer erstrecken sich die Ruinen der Stadt über zwei Hügel. Der nördliche Hügel ist der Tall Abila, der südlichere Khirbat Umm al-'Amad. Der Ort war seit dem beginnenden 3. Jahrtausend v. Chr. bis zur Eisenzeit durchgehend besiedelt. In seleukidischer Zeit wurde der Ort neu gegründet, daher auch der Name Seleukia Abila. Laut Polybios wurde Abila 218 v. Chr. unter Antiochos III. erobert. Spätestens zu diesem Zeitpunkt erfolgte auch die Aufnahme in die Dekapolis.

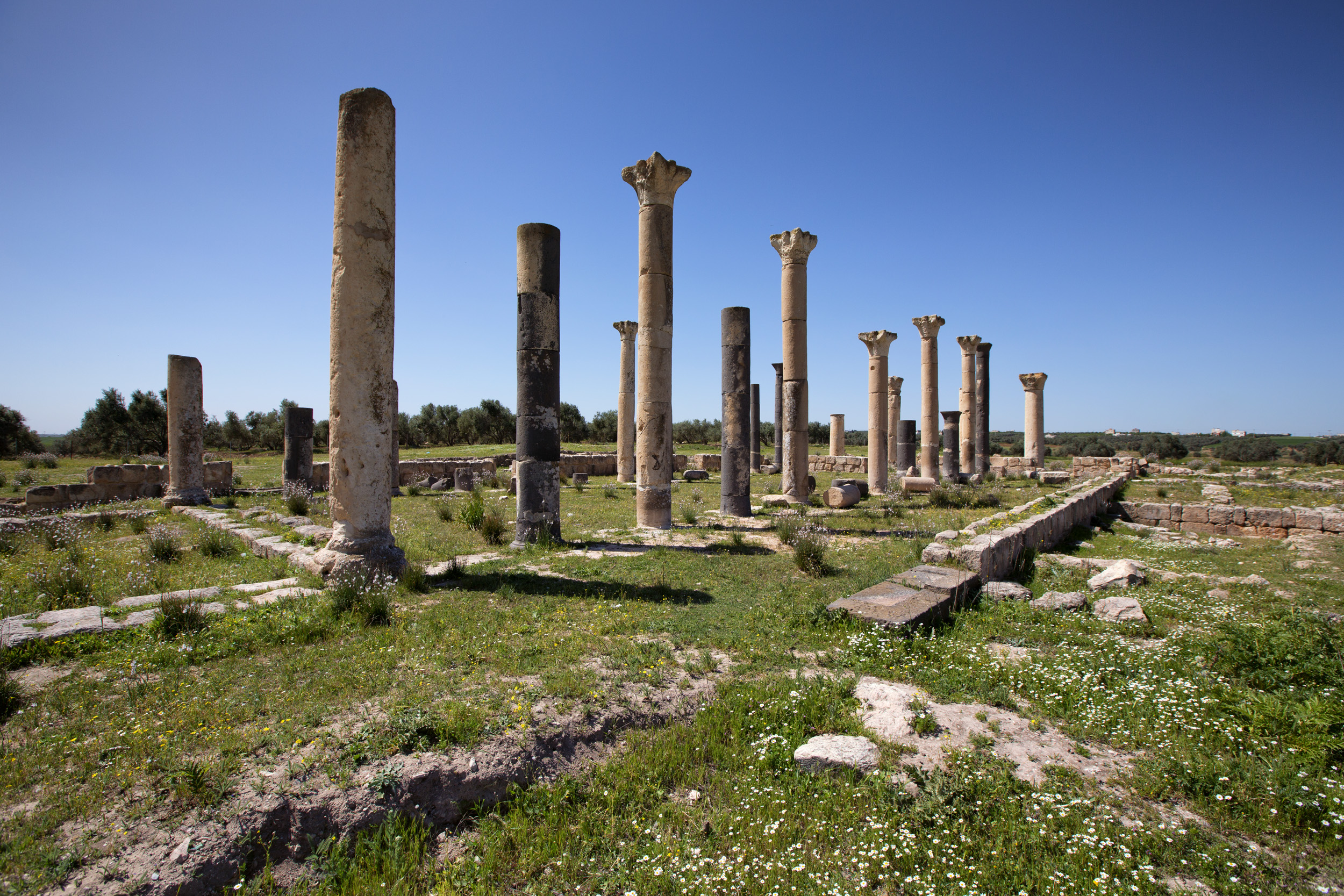
Antiker Tempel in Abila

Aus römischer Zeit sind das Straßennetz, Aquädukte und ein Theater (am Nordhang von Khirbat Umm al-'Amad) erhalten. Weiterhin finden sich ausgedehnte, als unterirdische Kammergräber angelegte Nekropolen. Sie waren in verschiedener Qualität ausgestattet (Fresken), was Rückschlüsse auf die sozialen Schichten in der Spätantike und in byzantinischer Zeit zulässt. Einige der Fresken erreichen das Niveau der bemalten Gräber Palmyras, sind jedoch in einem schlechten Zustand und werden weder geschützt noch für den Tourismus restauriert. Ein großes Problem sind Grabräuber, die jedes Jahr eine unbekannte, doch wahrscheinlich hohe Zahl von Altertümern vernichten.
Die Periode der intensivsten Besiedelung ist in frühbyzantinischer Zeit (5. bis 7. Jahrhundert) nachzuweisen. Aus dieser Zeit stammen drei Basiliken. In islamischer Zeit wurden in der Nähe des Theaters viele Bauten aus Spolien errichtet.
Viele Überreste finden sich noch im ursprünglichen Zustand, inmitten von Olivenhainen und Weizenfeldern.